# Let It Bleed
| 평가 점수                     | 평가 점수 |
| 출처                          | 점수      |
| ----------------------------- | --------- |
| AllMusic                      | [ 1 ]     |
| Encyclopedia of Popular Music | [ 2 ]     |
| Entertainment Weekly          | A         |
| The Great Rock Discography    | 9/10      |
| Music Story                   | [ 2 ]     |
| MusicHound Rock               | 5/5       |
| NME                           | 9/10      |
| Rolling Stone                 | [ 6 ]     |
| The Rolling Stone Album Guide | [ 7 ]     |
| Tom Hull                      | A+        |

《Let It Bleed》는 영국의 록 밴드 롤링 스톤스의 여덟 번째 스튜디오 음반으로, 1969년 11월 28일, 미국에서는 런던 레코드를 통해, 12월 5일, 영국에서는 데카 레코드를 통해 발매되었다. 이 음반은 밴드의 1969년 미국 투어 기간 중 발매되었으며, 《Beggars Banquet》 (1968년)의 후속작이다. 그리고 그 음반처럼, 이 음반은 밴드의 경력 중 《Aftermath》 (1966년) 이전 시기에 두드러졌던 블루스 지향적 접근으로의 복귀를 보여준다. 음반의 추가적인 사운드는 가스펠, 컨트리 블루스, 컨트리 록에서 영향을 받았다.
이 음반은 이 밴드의 창시자이자 오리지널 리더인 브라이언 존스가 약물 과다 사용으로 인해 스튜디오에서 점점 더 신뢰할 수 없게 되었고, 대부분의 녹음 세션이 없거나 너무 무능해서 의미 있는 기여를 할 수 없게 되었기 때문에, 이 밴드의 혼란기에 녹음되었다. 그는 이번 음반 녹음 세션에서 해고되었고, 믹 테일러로 대체되었다. 존스는 이 음반에 단지 두 곡의 곡으로 백킹 악기를 연주하며 참여했을 뿐이며, 해고된 지 한 달 안에 죽을 것이다. 테일러는 많은 트랙에서 주 녹음 작업이 완료된 후에야 채용되었다. 왜냐하면 그는 기타 오버더빙을 녹음하면서 트랙 중 두 개에만 나타나기 때문이다. 이처럼 키스 리처즈는 대부분의 녹음 세션 동안 이 밴드의 유일한 풀타임 기타리스트였고, 거의 모든 리듬과 리드 파트들이 그에 의해 녹음되었다. 나머지 롤링 스톤스인 믹 재거 (리드 보컬), 빌 와이먼 (베이스 기타), 찰리 와츠 (드럼)는 거의 모든 트랙에 등장하며 타악기 연주자 지미 밀러 (음반 제작자), 키보드 연주자 니키 홉킨스, 이언 스튜어트, 수많은 객원 연주자 등이 상당한 추가 기고를 했다.
이 음반은 영국 1위, 미국 3위에 오르는 등 여러 시장에서 톱 10 음반으로 순위를 매겼다. 이 음반에서 고도로 유명한 싱글은 발매되지 않았지만, 이 음반의 많은 곡들은 롤링 스톤스의 라이브 쇼와 앞으로 수십 년 동안 록 라디오 방송국에서 스테이플이 되었고, 가스펠이 담긴 두 곡인 〈Gimme Shelter〉와 〈You Can't Always Get What You Want〉를 포함하여, 이 두 곡은 2004년 《롤링 스톤》의 "역사상 가장 위대한 노래 500곡"을 포함하여 회고적인 "사상 최고의" 노래 리스트에서 높은 순위를 차지했다. 콜린 라킨의 《All Time Top 1000 Albums》 3판 (2000년)에서 40위로 뽑혔다.

## 녹음
롤링 스톤스는 《Beggars Banquet》이 발매되기 전인 1968년 11월에 〈You Can't Always Get What You Want〉의 녹음을 시작했지만, 1969년 2월에 《Let It Bleed》를 위한 녹화가 본격적으로 시작되어 11월 초까지 산발적으로 계속되었다. 브라이언 존스는 이전 두 음반의 녹음 과정을 통해 점점 더 믿을 수 없게 되었다. 스튜디오에 상주하면서도 의미심장하게 기여하기엔 너무 자주 술에 취해 1969년 5월, 오토바이 사고 이후 회복 중 몇 차례 녹화 시간을 놓쳤다. 언제나 재능 있는 멀티인스트루멘털리스트였던 존스는 이전에는 기타에 폭넓게 기여하여 밴드의 그루브에 중심이 되는 듀얼기타 사운드의 일체형 부분을 형성했었다. 그는 《Let It Bleed》의 녹음 도중 밴드에서 해고되었고, 〈You Got the Silver〉에서 오토하프를 연주하고 〈Midnight Rambler〉에서 타악기를 연주했다. 이전 음반과 마찬가지로 대부분의 기타 부분은 주 녹음 기간 동안 밴드의 다른 기타리스트인 키스 리처즈가 대신 녹음했다. 존스의 후임자 믹 테일러는 1969년 5월, 런던 올림픽 스튜디오 녹화 중 과도를 일으켰던 〈Country Honk〉와 〈Live with Me〉의 두 트랙에 참여한다. 그는 또한 《Let It Bleed》 세션에서 녹음된 독립 싱글인 〈Honky Tonk Women〉에도 참여한다.
리처즈는 〈You Got the Silver〉와 함께 롤링 스톤스 녹음에서 그의 첫 솔로 리드 보컬을 불렀고, 이전에 〈Connection〉에서 주요 보컬리스트 믹 재거와 함께 하모니와 백그라운드 보컬을 불렀고, 〈Something Happened to Me〉과 〈Salt of the Earth〉에서 재거와 함께 리드 보컬을 번갈아 불렀다. 〈You Can't Always Get What You Want〉에서 노래한 런던 바흐 합창단이 추가 보컬을 제공했다. 그러나 이 합창단은 작가 스티븐 데이비스가 말하는 "절대적인 마약 분위기"를 언급하며 그들의 공헌을 멀리했다. 베이시스트 빌 와이먼은 리처즈가 베이스를 연주한 두 곡을 제외한 모든 트랙에 참여한다. 드러머 찰리 와츠는 〈You Can't Always Get What You Want〉를 제외한 모든 트랙에서 연주했다. 그는 원하는 리듬을 얻기 위해 애썼고, 그래서 프로듀서 지미 밀러가 대신 그를 위해 연주했다.
《Let It Bleed》는 원래 1969년 7월에 발매될 예정이었다. 〈Honky Tonk Women〉은 그 달에 싱글로 발매되었지만, 음반 자체는 수많은 지연을 겪었고 결국 밴드의 미국 투어가 끝난 후 1969년 12월 5일에 발매되었다. 이 음반의 대부분은 런던의 올림픽 스튜디오에서 녹음되었고, 캘리포니아주 로스앤젤레스의 엘렉트라 사운드 레코더 스튜디오에서 더 많은 작업이 진행되었고, 롤링 스톤스는 투어를 준비했다. 로스앤젤레스가 녹음한 부분에는 게스트 뮤지션인 메리 클레이튼(〈Gimme Shelter〉), 바이런 버라인(〈Country Honk〉), 바비 키스와 리언 러셀(〈Live with Me〉)의 오버더빙이 포함됐다.

## 음악 스타일
전 음반 《Beggars Banquet》와 마찬가지로, 이 음반은 그들의 활동 전 《Aftermath》 시기에 두드러졌던 그룹의 블루스 기반의 접근으로 되돌아가는 것이다. 이 일련의 음반들 중 가장 큰 영감을 받은 것은 미국의 루츠 음악이었고 《Let It Bleed》도 예외는 아니다. 가스펠 (〈Gimme Shelter〉와 〈You Can't Always Get What You Want〉에서 알 수 있음), 행크 윌리엄스와 지미 로저스 (〈Country Honk〉), 시카고 블루스 (〈Midnight Rambler〉), 그리고 컨트리 블루스 (〈You Got the Silver〉, 〈Love in Vain〉)와 컨트리 록 (〈Let It Bleed〉)에서 많이 그렸다.
《뉴욕 타임스》에 기고한 돈 헤크먼은 《Let It Bleed》가 흑인 음악의 영향을 받아 하드 록과 블루스의 "무겁고" "열정적으로 에로틱한" 음반이라고 생각했다. 올뮤직의 리치 언터버거는 "《Beggars Banquet》의 록과 블루스 느낌을 약간 더 딱딱하고 악마적인 성적 영역으로 확장한다"고 말했다. 《모조》의 제임스 맥네어는 이 음반이 "지구적인" 컨트리 블루스에 중점을 두고 있다고 생각했다.

### 가사
얀 웬너는 1995년 《롤링 스톤》 인터뷰에서 이 음반의 곡들을 "충격적"이라고 표현하고 있으며, 그 배경은 "추한"다고 묘사하고 있다. 이번 음반의 월드뷰에서 베트남 전쟁이 역할을 했는지에 대한 질문을 받았다. 재거는 "저는 그렇게 생각해요. 비록 제가 미국에서 단지 시간제로 살고 있었지만, 저는 영향을 받았습니다. 그 모든 이미지들이 텔레비전에 나왔어요. 게다가, 캠퍼스까지 유출됐죠."라고 말했다.

## 커버 아트
음반 커버에는 로버트 브라운존이 디자인한 초현실적인 조각품이 전시되어 있다. 이 이미지는 골동품 축음기의 어조가 연주하는 《Let It Bleed》 레코드와 레코드가 쌓여 있는 대신에 접시 위에 여러 개의 아이템을 지지하는 레코드 체인저 스핀들로 구성된다(롤링 스톤스 레이블이 붙은 필름통 《Let It Bleed》, 시계 다이얼, 피자, 오토바이 타이어, 그리고 밴드를 대표하는 조각상들이 위에 정교한 아이싱을 얹은 케이크). 이 공사의 케이크 부품은 당시 알려지지 않은 요리사 작가 델리아 스미스에 의해 준비되었다. LP 소매의 뒷면에는 같은 "레코드 무더기" 혼합물이 흐트러진 상태로 나타나 있다. 이 커버 아트는 이 음반의 작업 제목인 《Automatic Changer》에서 영감을 얻었다.
《Let It Bleed》의 음반 커버는 2010년 1월에 발행된 "클래식 음반 커버" 우표를 위해 로열메일이 선정한 10개 중 하나이다.
재거는 원래 판화가 M. C. 에셔에게 음반의 커버 디자인을 요청했지만, 에셔는 거절했다.

## 곡 목록
모든 곡들은 특별한 언급이 없는 한 믹 재거와 키스 리처즈에 의해 작사/작곡하였다.
| #  | 제목              | 작사·작곡   | 재생 시간 |
| -- | ----------------- | ----------- | --------- |
| 1. | 〈Gimme Shelter〉 |             | 4:31      |
| 2. | 〈Love in Vain〉  | 로버트 존슨 | 4:19      |
| 3. | 〈Country Honk〉  |             | 3:09      |
| 4. | 〈Live with Me〉  |             | 3:33      |
| 5. | 〈Let It Bleed〉  |             | 5:26      |

| #  | 제목                                   | 재생 시간 |
| -- | -------------------------------------- | --------- |
| 1. | 〈Midnight Rambler〉                   | 6:52      |
| 2. | 〈You Got the Silver〉                 | 2:51      |
| 3. | 〈Monkey Man〉                         | 4:12      |
| 4. | 〈You Can't Always Get What You Want〉 | 7:28      |

## 참여 인원
롤링 스톤스
- 믹 재거 – 리드 보컬, 하모니카, 어쿠스틱 기타
- 키스 리처즈 – 기타, 베이스 기타, 백 보컬
- 빌 와이먼 – 베이스 기타, 비브라폰
- 찰리 와츠 – 드럼
- 브라이언 존스 – 콩가, 오토하프
- 믹 테일러 – 슬라이드 기타

추가 인원
- 이언 스튜어트 – 피아노
- 니키 홉킨스 – 피아노, 오르간
- 바이런 버라인 – 피들
- 메리 클레이튼 – 〈Gimme Shelter〉의 공동 리드 보컬
- 라이 쿠더 – 만돌린
- 바비 키스 – 테너 색소폰
- 지미 밀러 – 퍼커션, 탬버린
- 리언 러셀 – 피아노, 호른
- 잭 니체 – 첼로
- 알 쿠퍼 – 피아노, 호른, 오르간
- 나네트 워크맨 – 〈Country Honk〉와 〈You Can't Always Get What You Want〉의 백 보컬
- 도리스 트로이 – 〈You Can't Always Get What You Want〉의 백 보컬
- 매들린 벨 – 〈You Can't Always Get What You Want〉의 백 보컬
- 록키 지드 조루 – 〈You Can't Always Get What You Want〉의 퍼커션
- 더 벤치 쵸어 – 〈You Can't Always Get What You Want〉의 보컬

## 인증
| 국가                                                            | 인증        | 판매량/출하량 |
| --------------------------------------------------------------- | ----------- | ------------- |
| 오스트레일리아 (ARIA)                                           | 플래티넘    | 70,000        |
| 캐나다 (뮤직 캐나다)                                            | 플래티넘    | 100,000^      |
| 네덜란드 (NVPI)                                                 | 골드        | 25,000        |
| 영국 (BPI)                                                      | 플래티넘    | 300,000^      |
| 미국 (RIAA)                                                     | 2× 플래티넘 | 2,000,000^    |
| ^출하량을 기반으로 한 인증 · 판매량+스트리밍을 기반으로 한 인증 |             |               |